# Vingrom
Vingrom is een plaats in de Noorse gemeente Lillehammer, provincie Innlandet. Vingrom telt 387 inwoners (2007) en heeft een oppervlakte van 0,5 km².
In 1977 zijn de Wereldkampioenschappen biatlon in Vingrom georganiseerd.

## Geboren in Vingrom
- Håkon Brusveen (1927-2021), langlaufer
- Tobias Foss (1997-heden), wielrenner